# Gorenja vas pri Leskovcu
Gorenja vas pri Leskovcu je naselje u Općini Krško u istočnoj Sloveniji. Gorenja vas pri Leskovcu se nalazi u pokrajini Dolenjskoj i statističkoj regiji Donjoposavskoj. 

## Stanovništvo
Prema popisu stanovništva iz 2002. godine Gorenja vas pri Leskovcu je imala 136 stanovnika.

## Vanjske poveznice
- Satelitska snimka naselja  Arhivirana inačica izvorne stranice od 29. srpnja 2017. (Wayback Machine)